# Futbol'nyj Klub Saljut
Il Futbol'nyj Klub Saljut (in russo Футбольный Клуб Салют?), meglio noto come Saljut o Saljut Belgorod, è una società calcistica russa con sede nella città di Belgorod.

## Storia
La squadra fu fondata nel 1960 con il nome di Cementnik. Giocò in Pervaja Liga (seconda serie) nel 1960 e nel 1961. Dopo che la società divenne parte del gruppo sportivo dello Spartak giocò nuovamente in seconda serie nel 1964. Dopo la riorganizzazione del campionato sovietico avvenuta nel 1971 la squadra giocò ininterrottamente in Vtoraja Liga (terza serie).
Nel 1992 la società (che dal 1970 aveva assunto il nome di Saljut) acquisì la denominazione di Energomaš e partecipò alla prima edizione della Pervaja liga russa. Giunse sedicesima in classifica e retrocesse. Dopo varie vicissitudini economiche e sportive la squadra, tornata a chiamarsi Saljut, riuscì a tornare in seconda serie nel 2005. Dopo anni di permanenza in tale campionato, la squadra subì la retrocessione nell'edizione del 2010. Dopo la vittoria nella Vtoroj divizion dell'anno seguente la società è tornata in seconda serie.
Nel febbraio 2014, a ritorno dalla pausa invernale, la squadra si ritira dalla PFN Ligi a causa di gravi problemi finanziari e i contratti dei giocatori vengono sciolti con decisione da parte di entrambe le parti.

## Organico

### Rosa 2012-2013
| N. |                       | Ruolo | Calciatore           |
| -- | --------------------- | ----- | -------------------- |
| 1  | Russia (bandiera)     | P     | Aleksandr Krivoručko |
| 3  | Russia (bandiera)     | D     | Sergej Cukanov       |
| 5  | Russia (bandiera)     | C     | Sergej Kušov         |
| 7  | Russia (bandiera)     | C     | Maksïm Şevçenko      |
| 8  | Russia (bandiera)     | C     | Mirza Alborov        |
| 14 | Russia (bandiera)     | C     | Andrej Kobenko       |
| 16 | Uzbekistan (bandiera) | C     | Vadim Afonin         |
| 17 | Russia (bandiera)     | D     | Vadim Starkov        |
| 18 | Russia (bandiera)     | C     | Vladislav Skrypnikov |
| 20 | Russia (bandiera)     | A     | Aleksandr Nosov      |
| 21 | Russia (bandiera)     | D     | Sergej Butyrin       |
| 22 | Russia (bandiera)     | A     | Denis Degtev         |
| 23 | Russia (bandiera)     | A     | Aleksandr Jarkin     |

| N. |                                 | Ruolo | Calciatore                    |
| -- | ------------------------------- | ----- | ----------------------------- |
| 24 | Russia (bandiera)               | D     | Ivan Žirnyj                   |
| 25 | Russia (bandiera)               | C     | Aleksandr Markov              |
| 27 | Russia (bandiera)               | D     | Evgenij Kalešin               |
| 28 | Colombia (bandiera)             | C     | Jairo Andrés Mosquera Mendoza |
| 29 | Russia (bandiera)               | C     | Maksim Jakovlev               |
| 31 | Russia (bandiera)               | C     | Denis Tkachuk                 |
| 44 | Russia (bandiera)               | D     | Sergej Mirošničenko           |
| 77 | Russia (bandiera)               | C     | Artëm Beketov                 |
| 88 | Moldavia (bandiera)             | P     | Ştefan Sicaci                 |
| 90 | Bosnia ed Erzegovina (bandiera) | A     | Mersudin Ahmetović            |
| 93 | Russia (bandiera)               | C     | Evgenij Smorodin              |
| 95 | Russia (bandiera)               | P     | Il'ja Lantratov               |
| 99 | Russia (bandiera)               | C     | Azamat Kuračinov              |

## Palmarès

### Competizioni nazionali
- Pervenstvo Professional'noj Futbol'noj Ligi: 3

1993 (Girone 2), 2005 (Girone Centro), 2011-2012 (Girone Centro)
- Tret'ja Liga: 1

1996 (Girone 2)

### Altri piazzamenti
- Pervenstvo Professional'noj Futbol'noj Ligi:

Secondo posto: 2017-2018 (Girone Centro)